# Badminton in Suriname
Badminton is in Suriname een sport die zijn intrede deed aan het begin van de jaren 1950. De overkoepelende organisatie is sinds 16 november 1958 de Surinaamse Badminton Bond. Deze bond is onder meer lid van het Surinaams Olympisch Comité. De sport werd in de beginjaren veel gespeeld op het Lelydorpplan, wat zich later verplaatste naar Groningen en Paramaribo.

## Geschiedenis
Badminton deed aan het begin van de jaren 1950 zijn intrede in Suriname. Rond 1953 werd het gespeeld door personen die werkten aan het Lelydorpplan. De groep raakte hierna opgesplitst en het deel dat werd overgeplaatst naar Groningen richtte de Badminton Vereniging Groningen op. Deze vereniging bleef bestaan tot 1962. Een tweede deel werd overgeplaatst naar Paramaribo en richtte daar in 1957 de Badminton Vereniging Paramaribo op. Daarnaast was er sinds 1956 nog kortstondig de Militaire Badminton Vereniging actief, die was opgericht door sergeant Gerard Booymans.
Booymans werd later trainer bij de vereniging uit Paramaribo. Hij stimuleerde de sport door op 24 maart 1958 een persconferentie te houden en verschillende verenigingen over te halen zich met badminton bezig te houden. Ook richtte hij in 1958 zelf een vereniging op, de Flying Shuttle. Vervolgens vond op 16 november 1958 de oprichtingsvergadering plaats van de Surinaamse Badminton Bond. Booymans werd de eerste voorzitter. Suriname kende in deze tijd inmiddels vijftien badmintonverenigingen. In december van hetzelfde jaar werd ook de eerste competitie gespeeld.
In 2018 werd het Ring Sport Center in gebruik genomen dat speciaal werd gebouwd voor de badmintonsport. In tegenstelling tot de Anthony Nesty Sporthal en de Ismay van Wilgen Sporthal, waar voorheen badmintontoernooien werden georganiseerd, is deze sporthal windvrij. Ook kunnen hier meer wedstrijden tegelijk worden afgewikkeld. Er bevinden zich negen banen in het centrum

## Clubs
Boijmans als pionier van de badmintonsport in Suriname richtte in de jaren 60 en 70 hierna diverse badminton clubs op, niet alleen in de hoofdstad Paramaribo, maar ook op plekken als Paranam, Billiton, Moengo en Lelydorp. In de hoogtijdagen van de S.B.B. waren er zo'n 15 a 16 verenigingen lid van de bond. Heden ten dage zijn er acht S.B.B. lid verenigingen: BC Clear Shot (CS), Kong Ngie Tong Sang BC (KNTS), BC Lelydorp (BCL), Sport Instituut Golden Eagles (SIGE), BC Perfect Flying Feathers (PFF), BC Tan Na Fesi (TNF), Badminton afdeling Sociaal Culturele Vereniging Uitvlugt (SCVU) en BC The Dynamic Smashers (TDS) uit district Nickerie. Het eerste officiële clubkampioenschap badminton van Suriname werd in 1964 gehouden en gewonnen door B.C. Paramaribo. De jaren daarna waren toonaangevend BC Magic Stars (titels in 1965, 1966, 1968, 1969, 1972, 1973, 1977 en 1978), BC T.N.F. (heette eerst Tsang Ngen Foei later Tan Na Fesi met titels in 1967, 1970, 1975, 1976, 1979, 1980, 1981, 1982, 1983, 1984, 1987, 1988, 2011, 2012, 2014 en 2015) en SCVU (titels in 1986, 1990, 1991, 1992, 1993, 1999 en 2013). Vanaf 1965 vonden er ook jeugd club kampioenschappen plaats.

## Nationaal Badminton Circuit, inclusief Suriname International
Sedert 1995 organiseert de SBB een jaarlijks Nationaal Badminton Circuit die bestaat uit een aantal open individuele toernooien, een club team kampioenschap voor junioren en senioren, een open Nationaal Kampioenschap individueel in alle diverse klassen A & B bij de volwassenen en in de verschillende leeftijdsklassen bij de junioren.
Tevens organiseert de SBB jaarlijks in november de Suriname International, een Open Pan American Circuit badminton toernooi ook onder auspiciën van de Badminton World Federation (BWF), waar zowel prijzengeld als punten voor de wereldranglijst zijn te vergaren. De eerste editie van de Suriname International vond in 1998 plaats nog zonder prijzengeld. Het duurde tot 2008 alvorens de tweede editie plaatsvond en ook deze tweede, alsmede de derde editie het jaar daarop in 2009, vonden zonder prijzengeld plaats, met een "Future" evenement status. Hier konden enkel wereldranglijst punten vergaard worden. Vanaf 2010 kreeg de Suriname International een "International Series"  status met een prijzenpot van US$ 5000. Dit bleef jaarlijks zo tot 2016 toen de prijzenpot verhoogd werd naar US$ 6000 en het jaar daarop in 2017 naar US$ 8000. Sedert 2018 heeft het SI toernooi, zoals het in de volksmond genoemd wordt US$ 10.000 prijzengeld te bieden. Diverse spelers uit de Caribische en Pan Am regio, maar ook van daarbuiten als Europa en Azië nemen jaarlijks deel aan het evenement.
Vanaf begin in 1998 t/m. 2013 wisten diverse Surinaamse badminton spelers titels op verschillende spelonderdelen te winnen bij de Suriname International. Echter vanaf 2014 gingen voornamelijk buitenlandse spelers, soms professionals, er met de titels vandoor. In 2019 wist een Surinaams koppel na jaren bij het onderdeel herendubbel weer een titel voor Suriname te winnen.
Door de Covid-19 epidemie werd het toernooi in de jaren 2020 t/m 2022 niet meer gehouden. In 2023 werd het toernooi hervat met de veertiende editie en ook in 2024 en 2025 wederom georganiseerd. Sedert 2018 wordt de Suriname International in het windvrije  Ring Sport Center gehouden te Paramaribo. Dit nadat de eerste vijf edities t/m 2011 in de Anthony Nesty Sporthal plaatsvonden en de zesde t/m twaalfde editie van 2012 t/m 2017 in de Ismay van Wilgen Sporthal gehouden werden.

## Carebaco-oprichter, organisator en winnaar
De SBB was in 1972 medeoprichter van de overkoepelende Caribbean Regional Badminton Confederation (Carebaco), tezamen met Jamaica, Trinidad & Tobago en Guyana, en ook medeorganisator van de zogenaamde Carebaco Games. Dit vrijwel jaarlijks gehouden Caribisch badminton kampioenschap bestaat uit een individueel kampioenschap voor volwassenen en junioren en ook uit een landen team kampioenschap voor beide categorieën.
Suriname trad zevenmaal als gastland op van de Carebaco, te weten in 1973, 1978, 1984, 1988, 1999, 2007 en 2018. Suriname wist vier keren het landenteam kampioenschap van het Caribisch gebied te winnen in 1983, 1984, 1988 en 2011. En bij de junioren won Suriname vijf keren de Caribische landen titel in 1984, 1999, 2000, 2001 en 2003. Individueel wisten heel veel Surinaamse spelers de Carebaco titel te veroveren. Bij de senioren in het enkelspel bij de heren o.a, Romeo "Ebi" Caster in 1972 en 1973, Mike van Daal in 1984 en 1985, en Hedwig "Plu" de La Fuente in 1988. Bij de dames enkel de Chinese Yu Nilen in 1988. Bij de dubbelspelen waren Surinamers ook succesvol bij de mannen Roel Sjauw Mook en Reginald Chin Jong in 1973, Roel Sjauw Mook en Otmar "Arti" Kersout in 1974, 1975 en 1976, gebroeders Mike en Clyde van Daal in 1984, Mike van Daal en John Sno in 1985, Clyde van Daal en John Sno in 1988, Virgil Soeroredjo en Mitchel Wongsodikromo in 2011, Dylan Darmohoetomo en Gilmar Jones in 2016. Bij de dames dubbel wonnen namens Suriname Diana Uiterloo en Loes Sjauw Mook in 1978 en Yu Nilen met Loes Sjauw Mook in 1988. In het gemengd dubbel wonnen de volgende Surinaamse koppels de Carebaco titel: Mike van Daal en Sherida Ramzan in 1985, Hedwig "Plu" de La Fuente en Yu Nilen in 1988, Mitchel Wongsodikromo en Crystal Leefmans in 2011 en Dylan Darmohoetomo en Crystal Leefmans in 2018. Bij de junioren wist Suriname individueel door de jaren heen nog veel meer Carebaco titels te veroveren.

## Suriname op de Centraal-Amerikaanse en Caraïbische Spelen
Bij de CACSO Games van 2002 in San Salvador, El Salvador wisten twee Surinaamse badmintonners, te weten Mitchel Wongsodikromo en Virgil Soeroredjo ieder een bronzen medaille voor Suriname te veroveren in het enkelspel.
Acht jaren later in 2010 te Mayaguez, Puerto Rico wisten dezelfde spelers Soeroredjo en Wongsodikromo wederom brons voor Suriname te scoren ditmaal op het onderdeel herendubbel.

## Suriname op de Olympische Spelen
Driemaal wist een Surinaamse badmintonspeler deel te nemen aan de Olympische Spelen, steeds op het onderdeel mannen enkelspel.
- De eerste was Oscar Brandon in 1996 in Atlanta, de V. S. waar hij namens Suriname ook met de Olympische fakkel mocht lopen in Miami.
- De tweede was Virgil Soeroredjo in 2012 in Londen, Groot-Brittannië
- De derde was Sören Opti in 2016 in Rio de Janeiro, Brazilië waar hij ook de Surinaamse vlag mocht dragen bij de openingsceremonie. Hij had ook mogen deelnemen aan de Olympische Zomerspelen 2021 in Tokyo, echter het Covid- virus hield hem thuis. Bij de Olympische Zomerspelen 2024 in Parijs mocht Sören Opti alsnog als eerste Surinaamse badmintonner voor de 2e maal deelnemen aan de Olympische Spelen. Jammergenoeg raakte hij in zijn 2e poulewedstrijd geblesseerd en moest hij de strijd staken.

## Surinaamse badminton persoonlijkheden
- Marco Ligtvoet huidige voorzitter S.B.B.
- Dino Kappel voormalige voorzitter S.B.B.
- Charlene Soerodimedjo, voormalig voorzitter S.B.B., Nationaal meisjesdubbel u-19 kampioene 1998
- Sören Opti, derde Surinaamse badminton Olympiër (2016 en 2024), huidig (7-voudig) titelverdediger, meervoudige kampioen ook eerder bij de junioren
- Redon Coulor, voormalige SBB voorzitter, meervoudig Nationaal kampioen, ook eerder bij de jeugd, voorzitter BC Clearshot
- Aubrey Nai Chung Tong, voormalige voorzitter S.B.B.
- Gilmar Jones, meervoudig Nationaal en Internationaal kampioen, ook eerder bij de jeugd, oud International, huidige Bondstrainer
- Dylan Darmohoetomo, meervoudig Nationaal en Carebaco kampioen, ook eerder bij de jeugd, coach, deelnemer aan WK junioren (2010)
- Irfan Djabar, meervoudig Nationaal kampioen, ook eerder bij de jeugd, voormalig Bondscoach, deelnemer aan WK junioren (2010) en Youth Olympic Games 2010
- Rugshaar Ishaak, meervoudig Nationaal kampioene ook eerder bij de jeugd, deelneemster Youth Olympic Games 2014
- Crystal Leefmans, meervoudig Nationaal en Carebaco kampioene ook eerder bij de jeugd
- Henk Brunings, voormalig Bondscoach
- Stephanie Jadi, meervoudig Nationaal en Internationaal kampioene, ook eerder bij de jeugd, voormalig P.R. Officer S.B.B.
- Carolyn Davids, meervoudig Nationaal kampioene, waaronder 6-voudig Dames Enkel kampioene van Suriname, ook eerder meervoudig kampioene bij de jeugd
- Jill Sjauw Mook, meervoudig Nationaal en Internationaal kampioene, ook eerder bij de jeugd
- Perry Chong, oprichter Kong Ngie Tong Sang Badminton Club (KNTS BC) en contactlegger met Frans Guyanese badminton
- Virgil Soeroredjo, tweede Surinaamse badminton Olympiër (2012), meervoudig Nationaal en Internationaal kampioen, ook eerder bij de jeugd
- Mitchel Wongsodikromo, meervoudig Nationaal en Internationaal kampioen, ook eerder bij de jeugd, coach/trainer
- Danielle Melchiot, meervoudig Nationaal en Internationaal kampioene, ook eerder bij de jeugd
- Nathalie Haynes, meervoudig Nationaal en Internationaal kampioene, ook eerder bij de jeugd
- Glynis Darmohoetomo (Tjon Eng Soe), meerjarige secretaris S.B.B. diverse zittingsperiodes en bestuurslid BC Perfect Flying Feathers (PFF)
- Nardi Soerodimedjo, voormalige Team-Manager en PR-Officer, medeoprichter Suriname International toernooi
- Ansjari Somedjo, voormalige voorzitter S.B.B., voormalig Bondstrainer en Team-Manager en oprichter van BC Clear Shot en Badminton club Magic Strikers, medeoprichter Suriname International toernooi
- Oscar Brandon, eerste Surinaamse badminton Olympiër (1996), record 10-voudig herenenkel kampioen van Suriname, ook meervoudig Nationaal dubbel en mix als ook Internationaal kampioen, ook eerder bij de jeugd, voormalige Bondstrainer en Team-Manager, voormalige Chef de mission van de Surinaamse Olympische, Pan Am en CACSO ploeg, badminton legende in Suriname
- Hedwig de La Fuente ("Plu"), meervoudig Nationaal en Internationaal kampioen, ook eerder bij de jeugd
- Rinia Haijnes, voormalige voorzitter S.B.B., meervoudig Nationaal kampioene, voormalige Bondstrainer en Team-Manager, en jarenlang voorzitter van de badminton afdeling van Sociaal Culturele Vereniging Uitvlugt (SCVU)
- Olivia Wijntuin, meervoudig Nationaal en Internationaal kampioene, voormalig bestuurslid en oprichter Sport Instituut Golden Eagles (SIGE)
- Loes Awarajari, voormalig S.B.B. bestuurslid en wedstrijdofficial, voormalig langdurige voorzitter BC Lelydorp
- Diana Adams voormalig Bondstrainer en meer als 40 jaren clubtrainer, eerst bij S.C.V.U. en later bij K.N.T.S.
- Kenneth Kersout, Pionier, voormalig S.B.B. bestuurslid en wedstrijdofficial, voormalig voorzitter T.N.F, trainer o.a. bij BC Lelydorp, ontving "Zilveren Shuttle" in 1978
- Ferdinand Kramer ("Toepan"), Voormalig S.B.B. bestuurslid en wedstrijdofficial, voormalig voorzitter BC Paramaribo
- Mike van Daal, voormalige voorzitter S.B.B., voormalig Bondstrainer en Team-Manager, oprichter Sport Vereniging Strijd en Overwinning (SV STENOV) en meervoudig Nationaal, waaronder 8-voudig herenenkel kampioen van Suriname en Internationaal kampioen, ook eerder bij de jeugd
- Sonja Leckie, meervoudig Nationaal en Internationaal kampioene,waaronder 6-voudig Dames Enkel kampioene van Suriname
- "Oom Will" Axwijk oud bondstrainer ontving in 2012 een lifetime achievement award
- Otmar Kersout ("Arti"), meervoudig Nationaal en Internationaal kampioen, voormalig Bondstrainer en langdurig voorzitter BC Tsang Ngen Foei (TNF), en badminton legende in Suriname, werd in 2006 geridderd tot Grootmeester in de Ere-Orde van de Gele Ster.
- Roel Sjauw Mook ("Ro"), meervoudig Nationaal en Internationaal kampioen, voormalig Bondstrainer en S.B.B. bestuurslid, badminton legende in Suriname, ontving "Zilveren Shuttle" in 1978
- Wilfried Meyer, voormalig S.B.B. bestuurslid, voormalig voorzitter B.C. Paramaribo, ontving "Zilveren Shuttle" in 1978
- Erwin Pollard, voormalig S.B.B. bestuurslid, Bondstrainer, badminton pionier in Suriname en langdurig voorzitter BC Zwakstroom, ontving "Zilveren Shuttle" in 1971
- Edmund Bleau, voormalig penningmeester en secretaris S.B.B. en Nationaal dubbel en mix kampioen, ontving "Gouden Shuttle" in 1971
- Ludwig Nijman, eerste bondscoach van Suriname, voormalig Nationaal dubbel kampioen, oud voorzitter B.C. Paramaribo, ontving "Gouden Shuttle" in 1967
- Ro Pocorni, voormalige voorzitter S.B.B., voormalig vice-President Carebaco, ontving "Gouden Shuttle" in 1978
- Cornelly da Silva-Emanuelson, meervoudig Nationaal kampioene, waaronder 5-voudig Dames Enkel kampioene van Suriname.
- Walter Illes, meervoudig Nationaal kampioen, team captain Carebaco ploegen begin jaren 70, ontving "Zilveren Shuttle" in 1971
- Lilian Bendter, meervoudig Nationaal kampioene en badminton legende in Suriname
- Romeo Ebeciljodi Caster ("Ebi"), meervoudig Nationaal, waaronder 8-voudig herenenkel kampioen van Suriname en Internationaal Carebaco kampioen en badminton legende in Suriname, ontving "Gouden Shuttle" in 1971
- Gerard Boijmans, grondlegger S.B.B., Surinaams badminton pionier, oprichter diverse clubs en de Surinaamse Badminton Bond, en ere-voorzitter van de bond, ontving "Gouden Shuttle" in 1971
- René Fernandes, Surinaams badminton pionier, medeoprichter van de Surinaamse Badminton Bond